# Покровское сельское поселение (Омский район)
Покровское се́льское поселе́ние — муниципальное образование в Омском районе Омской области Российской Федерации.
Административный центр — село Покровка.

## История
Статус и границы сельского поселения установлены Законом Омской области от 30 июля 2004 года № 548-ОЗ «О границах и статусе муниципальных образований Омской области»

## Население
| 2006  | 2010  | 2011  | 2012  | 2013  | 2014  | 2015  |
| ----- | ----- | ----- | ----- | ----- | ----- | ----- |
| 2133  | ↘1848 | ↗1852 | ↗1872 | ↗1888 | ↘1856 | ↘1821 |
| 2016  | 2017  | 2018  | 2019  | 2020  | 2021  | 2023  |
| ↘1803 | ↘1784 | ↘1730 | ↘1696 | ↘1646 | ↘1448 | ↘1410 |

## Состав сельского поселения
| № | Населённый пункт | Тип населённого пункта       | Население |
| - | ---------------- | ---------------------------- | --------- |
| 1 | Алексеевка       | деревня                      | ↘21       |
| 2 | Классино         | деревня                      | ↗195      |
| 3 | Малахово         | деревня                      | ↗172      |
| 4 | Никоновка        | село                         | ↘198      |
| 5 | Покровка         | село, административный центр | ↘1262     |